# Fleisher Yarn
Fleisher Yarn is een voormalige Amerikaanse voetbalclub uit Philadelphia, Pennsylvania. De club werd opgericht in 1924 en opgeheven in 1925. De club speelde één seizoen in de American Soccer League. Hierin werd geen aansprekend resultaat behaald.

## Gewonnen prijzen
- American Cup
  - Winnaar (1): 1923
- National Amateur Cup
  - Winnaar (1): 1924